# Antigüedad
Antigüedad – gmina w Hiszpanii, w prowincji Palencia, w Kastylii i León, o powierzchni 62,83 km². W 2011 roku gmina liczyła 404 mieszkańców.